# Xian de Binhai
Le xian de Binhai (滨海县 ; pinyin : Bīnhǎi Xiàn) est un district administratif de la province du Jiangsu en Chine. Il est placé sous la juridiction de la ville-préfecture de Yancheng.

## Démographie
La population du district était de 1 068 416 habitants en 1999.